# Eukoenenia berlesei
Espèce
Synonymes
- Koenenia berlesei Silvestri, 1903

Eukoenenia berlesei est une espèce de palpigrades de la famille des Eukoeneniidae.

## Distribution
Cette espèce se rencontre en Italie, en France, en Algérie et aux îles Vierges américaines.

## Liste des sous-espèces
Selon Palpigrades of the World (version 1.0) :
- Eukoenenia berlesei berlesei Silvestri, 1903 d'Italie, de France et d'Algérie
- Eukoenenia berlesei virginea Condé, 1984 des îles Vierges américaines

## Étymologie
Cette espèce est nommée en l'honneur d'Antonio Berlese.

## Publications originales
- Silvestri, 1903 : Fauna Napoletana. Descrizione preliminare di due nuove specie di Koenenia trovate in Italia. Annuario del Museo Zoologico della R. Universita di Napoli, vol. 1, no 11, p. 1-2 (texte intégral).
- Condé, 1984 : Palpigrades (Arachnida) d'Europe, des Antilles, du Paraguay et de Thailande. Revue Suisse de Zoologie, vol. 91, no 2, p. 369-391 (texte intégral).